# Lillie Delk Christian
Lillie Delk Christian (* 30. Januar 1896; † Januar 1966 in Chicago) war eine US-amerikanische Sängerin, die in den späten 1920er-Jahren mit Jazz-Musikern aufnahm und vor allem durch ihre Einspielungen mit Louis Armstrongs Hot Four 1928 bekannt wurde.

## Leben
Delk Christian war eine Cabaretsängerin; deren Gesang durch leichtes Vibrato gekennzeichnet war. Sie nahm in Chicago im März 1926 mit Johnny St. Cyr den Standard „Sweet Georgia Brown“ für Okeh Records (#8317) auf, im Juni 1926 mit St. Cyr und Jimmie Noone die Titel „Lonesome and Sorry“ und „Baby O'Mine“ (Okeh 8356). Im selben Monat war sie Bandvokalistin bei Albert Wynn' Gut Bucket Five (u. a. mit Barney Bigard) („When“, Okeh 8350).
Weitere Aufnahmen Delk Christians entstanden im Mai 1927 mit Richard M. Jones’ Jazz Wizards („Ain’t She Sweet“) und im Dezember erneut mit Noone und St. Cyr („My Blue Heaven“, Okeh 8536). „Ain't She Sweet“ spielte sie ebenfalls 1927 mit der Pianistin Hociel Thomas ein, außerdem „I Must Have That Man“.

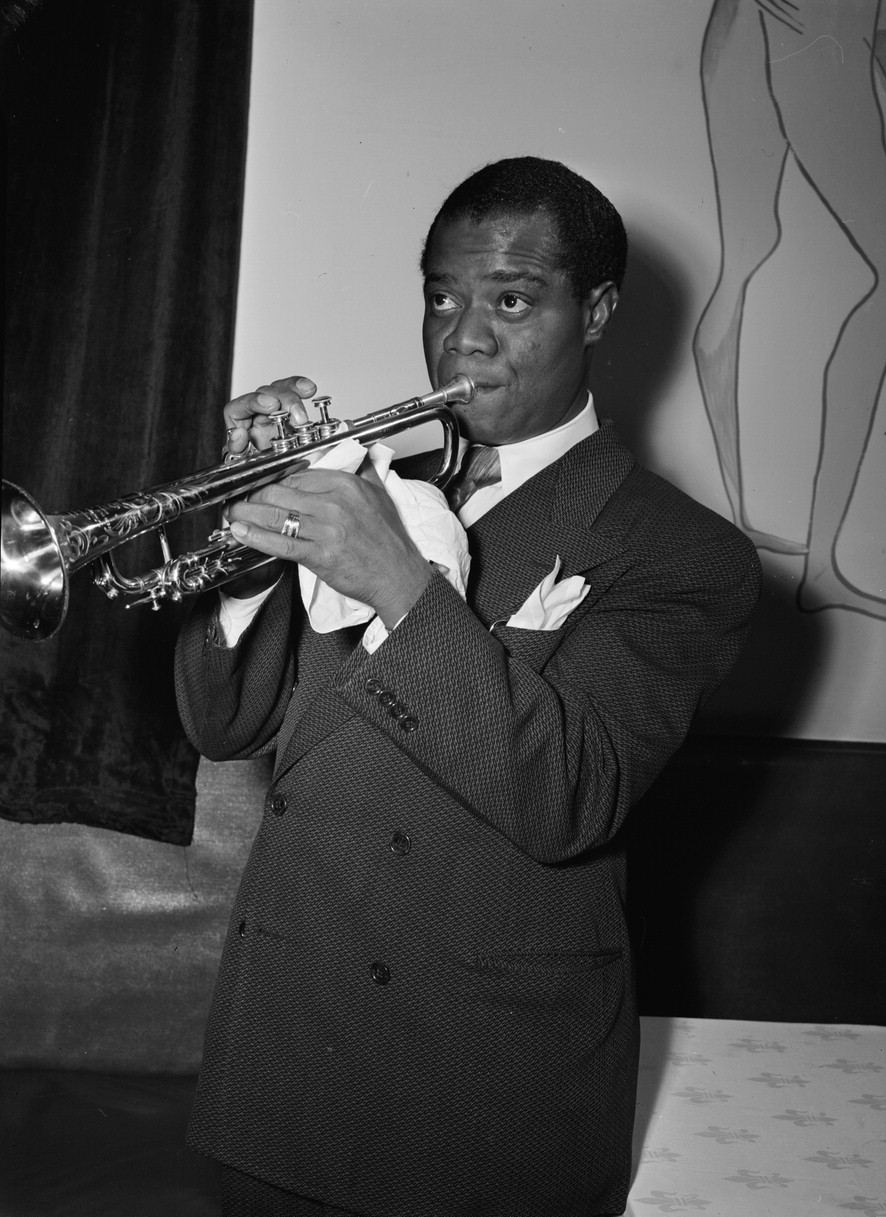
Louis Armstrong. Aufnahme von William P. Gottlieb, entstanden zwischen 1938 und 1948

Bei ihrer Okeh-Session am 26. Juni 1928 wurde die Sängerin von Louis Armstrongs Hot Four (mit Jimmie Noone, Earl Hines und Mancy Carr) begleitet; es entstanden die vier Titel „You're a Real Sweetheart“ (OKeh 8607), „Was It a Dream?“, „Too Busy“ und „Last Night I Dreamed You Kissed Me“, in gleicher Besetzung im Dezember 1928 noch „I Can't Give You Anything But Love“/„Sweethearts on Parade“ (Okeh 8650) sowie „I Must Have That Man“/„Baby“ (Okeh 8660). Im Bereich des Jazz war sie zwischen 1926 und 1928 an acht Aufnahmesessions beteiligt.
Louis Armstrong sei sehr erfindungsreich gewesen, die vergleichsweise unglücklich agierende Delk Christian zu begleiten, schrieb Gary Giddins; sein „Too Busy!“ sei eine
„Epiphanie der Widersprüche. Sie schafft sich zunächst zirpend durch den ersten Chorus ohne den kleinsten Hauch von Swing, aber nach einer Instrumentalpassage, in der Armstrong, Hines und Noone sich warm spielen, schleicht sich Armstrong mit einer improvisierten Scateinlage an, und bringt sie nun in Aktion.“
arwulf arwulf charakterisierte in Allmusic Delk Christian als leichtgängige Popjazz-Sängerin; hervorzuheben seien jedoch die acht Titel, die sie 1928 mit Armstrongs Hot Four eingespielt hat. Zu den besten Titeln der Okeh-Sessions gehöre „Too Busy!“, mit Armstrongs Scatgesang, sie gebe aber auch dem nicht-Jazz-orientierten Walzer „Was It a Dream?“ mit ihrer Interpretation melodische Konturen.

## Diskographische Hinweise
- Louis Armstrong and His Hot Four With Lillie Delk Christian / Louis Armstrong With Bertha Chippie Hill: Rare Recordings of The Twenties, Vol. 3 (CBS, 1972)
- Hociel Thomas/Lillie Delk Christian: Recordings in Chronological Order, 1925-1928 (Document Records)